# Jacopo da Montagnana
Jacopo da Montagnana ou Jacopo di Paride Parisati da Montagnara (Montagnana, entre 1440 et 1450 -  Padoue, entre le 20 avril et le 14 août 1499) est un peintre italien  de l'école padouane.

## Biographie
Jacopo da Montagnana a commencé sa carrière à Padoue, entre 1458 et 1461  formé par le Bolonais Francesco Brazalieri (1410 - après 1484).
Il est  inscrit en 1469 comme membre de la guilde des peintres de Padoue.
Ses influences sont celles de  Giovanni Bellini (dont il fut peut-être l'élève) et de Andrea Mantegna. 

## Œuvres
- Fresques à Padoue, Belluno et Monteorte.
- Ornements pontificaux (Padoue, Santo) pour le pape Sixte IV en 1472.
- Annonciation[2] (1495), huile sur bois, chapelle du palazzo vescovile, Padoue.
- Triptyque de l'Annonciation, (1495), Museo Diocesiano, Padoue.
- Annonciation à la Vierge, Gallerie dell'Accademia,Venise.
- Déposition Eglise de Santa Maria dei Servi (Padoue).
- Lamentation du Christ,Niedersächsisches Landesmuseum, Hanovre (Attribution).

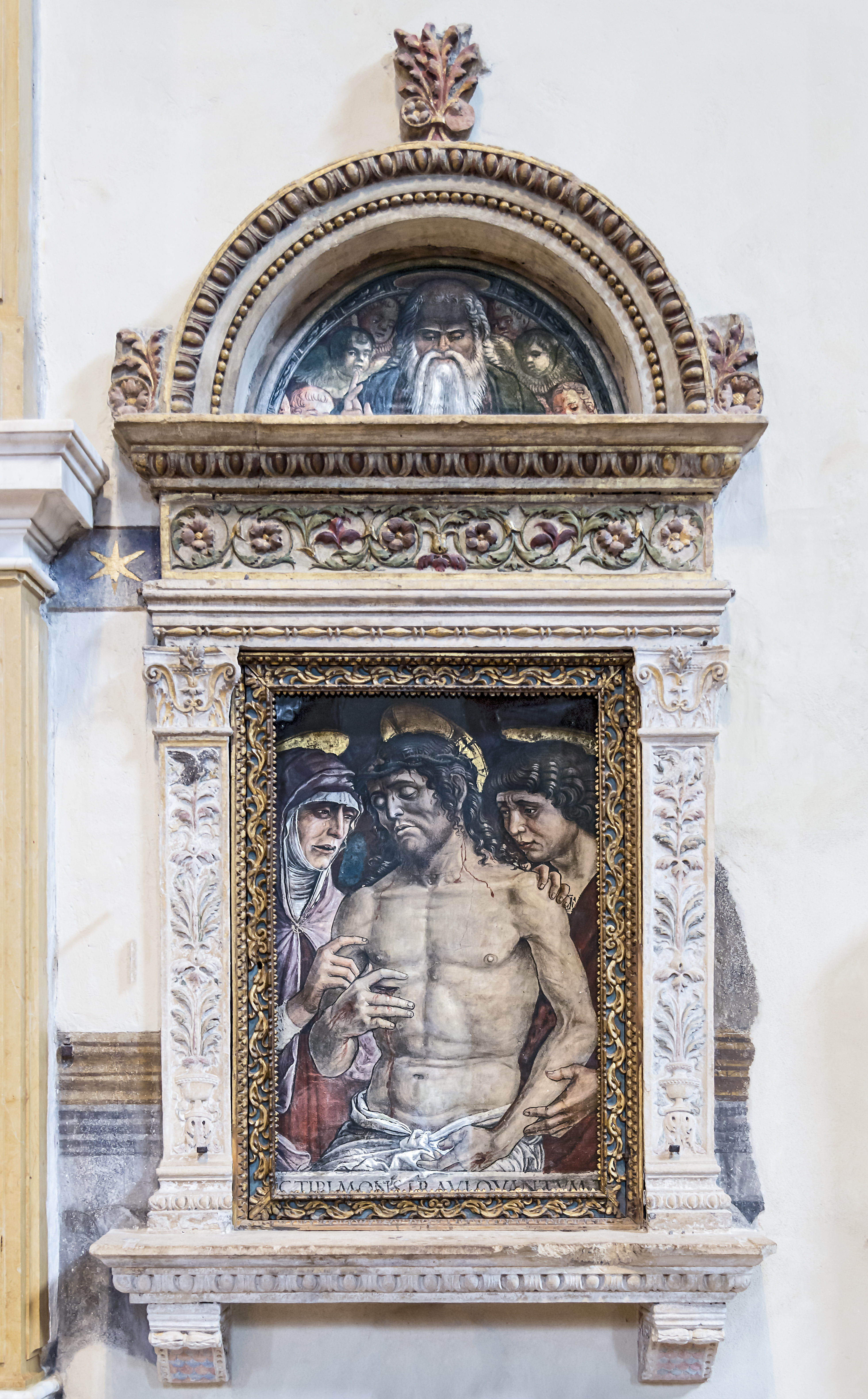
Déposition -  Santa Maria dei Servi (Padoue)
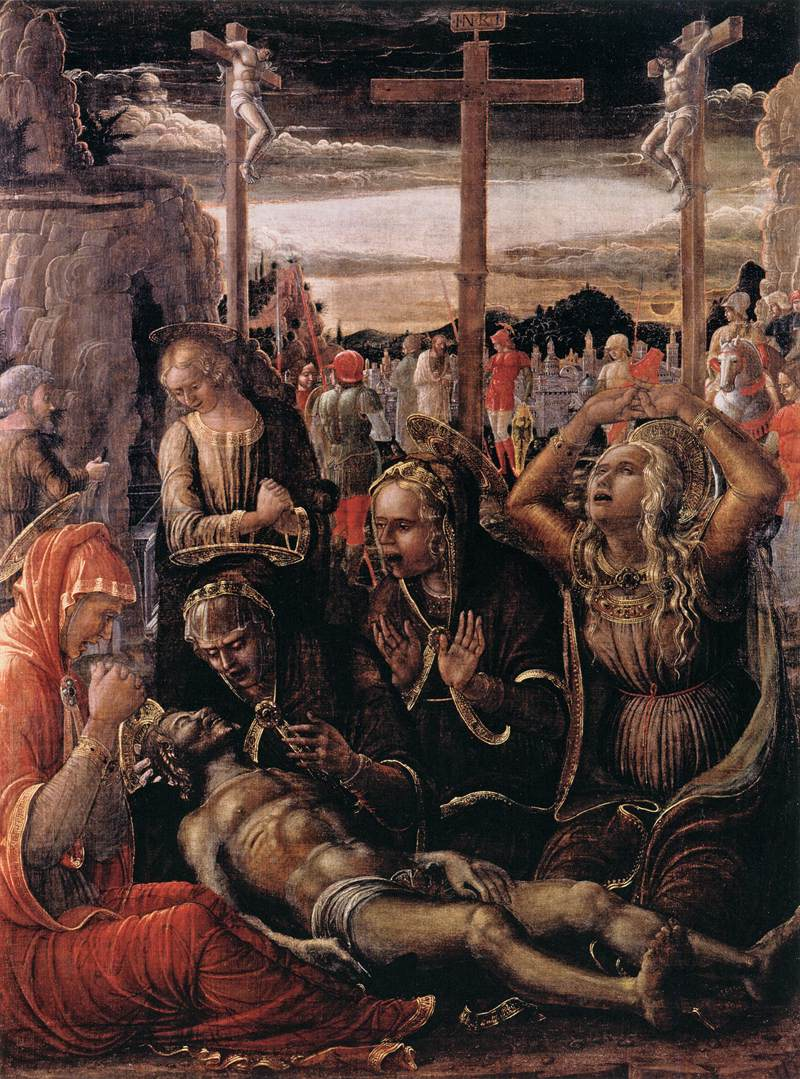
Lamentation du Christ, Niedersächsisches Landesmuseum, Hanovre (Attribution)